# Ola Orebiyi
Ola Orebiyi (* um 1995) ist ein britischer Filmschauspieler.

## Leben
Ola Orebiyi lebt in London und besuchte dort die Academy of Live and Recorded Arts in Wandsworth. Nach Nebenrollen in den Filmen Limbo von Ben Sharrock und Cherry von Anthony und Joe Russo erhielt Orebiyi nur wenige Monate nach seinem Abschluss eine Hauptrolle in dem Filmdrama A Brixton Tale von Darragh Carey und Bertrand Desrochers. In dem Film, der im September 2021 in die Kinos im Vereinigten Königreich kam, spielt er einen jungen Mann, der sich in eine Vloggerin aus gutem Haus verliebt, die einen Dokumentarfilm über ihn dreht.
Orebiyi war bereits während seiner Schauspielausbildung an der Academy of Live and Recorded Arts in den Medien bekannt geworden.
Sein jüngerer Bruder Fola starb im Juli 2016 in Folge einer Messerattacke durch eine Gruppe Jugendlicher in der Portobello Road,
nur zehn Gehminuten von Zuhause entfernt. In diesem Zusammenhang wurde von einem Theaterstück von Orebiyi mit ähnlicher Thematik berichtet.

## Filmografie
- 2020: Limbo
- 2021: Cherry – Das Ende aller Unschuld (Cherry)
- 2021: A Brixton Tale